# XX (Mushroomhead)
XX è un album del gruppo musicale Mushroomhead pubblicato nel 2001 da Eclipse Records.

## Il disco
XX è il primo album dei Mushroomhead a essere registrato in studio. Originariamente pubblicato come una compilation della Eclipse Records, XX è stato interamente registrato e pubblicato nuovamente su etichetta Universal nello stesso anno. XX contiene brani dai tre album Mushroomhead, Superbuick, e M3. Dopo essere stato rimasterizzato, viene ridistribuito dalla Universal Records alla fine del 2001.
Sebbene venga considerato dai critici una raccolta, in realtà si tratta di un album vero e proprio. La ridistribuzione di XX da parte della Universal ha portato i Mushroomhead ad avere un buon successo commerciale, sia a livello nazionale che internazionale. L'album ha venduto circa 300,000 copie.
La copertina dell'album presenta una foto virata seppia dei Mushroomhead con le loro maschere e costumi originali, quando non avevano ancora cambiato il design delle stesse. Su ognuna c'è il simbolo del gruppo, l'"X Face", tranne per Popson, che non ne indossava nessuna e aveva il volto semplicemente truccato.
La pubblicazione da parte della Universal Records ha contribuito a introdurre a livello nazionale e internazionale il gruppo, mentre in precedenza erano noti soprattutto su scala regionale.
L'album, che ha venduto oltre 300 000 copie, è anche disponibile in una e-mail libero-away offerta per chi ha collocato uno banner promozionale dei Mushroomhead sul proprio sito web. L'album (insieme con Savior Sorrow) è disponibile per l'acquisto sul sito web ufficiale del gruppo.

## Tracce
Versione Eclipse Records
1. Before I Die – 3:14
2. Bwomp – 6:24
3. Solitaire Unraveling – 4:37
4. These Filthy Hands – 5:23
5. Never Let It Go – 4:42
6. Xeroxed – 2:53
7. The Wrist – 5:09
8. Chancre Sore – 2:35
9. The New Cult King – 5:12
10. Born of Desire – 4:01
11. 43 – 5:02
12. Epiphany – 2:56
13. Episode 29 – 1:36
14. Bwomp (Extended version) – 14:51

Tracce bonus (edizione britannica)
1. Fear Held Dear (live) – 2:24
2. The Wrist (live) – 5:32

Versione Universal Records
1. Before I Die – 3:13 (Steve Felton, Jeff Hatrix, Tom Schmitz, John Sekula, Jason Popson, Jack Kilcoyne)
2. Bwomp – 6:26 (S. Felton, Hatrix, Schmitz, Sekula, Popson, Jack Kilcoyne)
3. Solitaire Unraveling – 4:27 (S. Felton, Hatrix, Schmitz, Sekula, Popson, Jack Kilcoyne)
4. These Filthy Hands – 5:23 (S. Felton, Hatrix, Schmitz, Popson, Jack Kilcoyne)
5. Never Let It Go – 4:41 (S. Felton, Hatrix, Schmitz, Sekula, Popson, Joe Kilcoyne)
6. Xeroxed – 2:57 (S. Felton, Popson)
7. The Wrist – 5:09 (S. Felton, Hatrix, Schmitz, Sekula, Popson, Jack Kilcoyne)
8. Chancre Sore – 2:36 (S. Felton, Schmitz, Popson, Jack Kilcoyne)
9. The New Cult King – 5:10 (S. Felton, Hatrix, Schmitz, Popson, Jack Kilcoyne)
10. Empty Spaces – 1:51 (Roger Waters)
11. Born of Desire – 4:01 (S. Felton, Hatrix, Schmitz, Sekula, Popson, Jack Kilcoyne)
12. 43 – 4:32 (S. Felton, Hatrix, Schmitz, Sekula)
13. Fear Held Dear – 2:18 (S. Felton, Hatrix, Schmitz, Popson, Joe Kilcoyne)
14. Too Much Nothing – 3:10 (S. Felton, Hatrix, Schmitz, Popson, Sekula, Joe Kilcoyne)
15. Episode 29 – 1:36 (S. Felton, Dave Felton)
16. Bwomp (Extended version) – 9:58 (S. Felton, Hatrix, Schmitz, Sekula, Popson, Jack Kilcoyne)